# Matzenhauser Mahlweiher
Das Gebiet Matzenhauser Mahlweiher ist ein mit Verordnung vom 1. April 1993 des Regierungspräsidiums Tübingen ausgewiesenes Naturschutzgebiet (NSG-Nummer 4.220) im Nordosten der baden-württembergischen Stadt Tettnang im Bodenseekreis in Deutschland.

## Lage
Das rund neun Hektar große Naturschutzgebiet Matzenhauser Mahlweiher gehört naturräumlich zum Westallgäuer Hügelland. Es liegt am südöstlichen Rand des Waldes Arlenholz in der Gemarkung Tannau, zwischen den beiden Ortsteilen Obereisenbach im Westen und Krumbach im Osten, auf einer Höhe von 500 m ü. NN.

## Schutzzweck
Wesentlicher Schutzzweck ist die Erhaltung eines reich strukturierten Ökosystems bestehend aus einem nährstoffarmen Hangquellmoor mit seiner besonders gefährdeten Flora aus Kalkkleinseggenrieden als Lebensraum für viele speziell angepasste Insekten – insbesondere zahlreiche Tag- und Nachtfalterarten, die ihrerseits Lebens- sowie Nahrungsgrundlage für zahlreiche Vogelarten sind, Pfeifengrasstreuwiesen, deren floristischer Artenreichtum Lebensraum für zahlreiche Insektenarten ist, insbesondere für nur dort beheimatete Tagfalterarten und Widderchen, Feuchtwiesen, als Brut- und Lebensraum für gefährdete Wiesenbrüter und einer für diese Gegend typischen bewaldeten Endmoräne, die durch ihren Gehölzbestand die Artenvielfalt des Gebietes erhöht.